# Bondy
Bondy település Franciaországban, Párizs északkeleti agglomerációjában, Seine-Saint-Denis megyében. Lakosainak száma 51 066 fő (2022. január 1.).

## Története
A középkorban Bondy többnyire erdős terület volt, ami a banditák és rablók közismert törzshelye volt, s így kifejezetten veszélyesnek számított. 1905. január 3-án Bondy területének egyharmadát leválasztották, a területen létrejött Les Pavillons-sous-Bois. 2007. október 30-án egy, a településen történt gázrobbanásban egy ember életét vesztette és 47-en megsérültek.
Graham Robb Parisians című könyvének második fejezete Bondy a fővárosba integrációját tárgyalja.

## Elhelyezkedése

Bondy elhelyezkedése
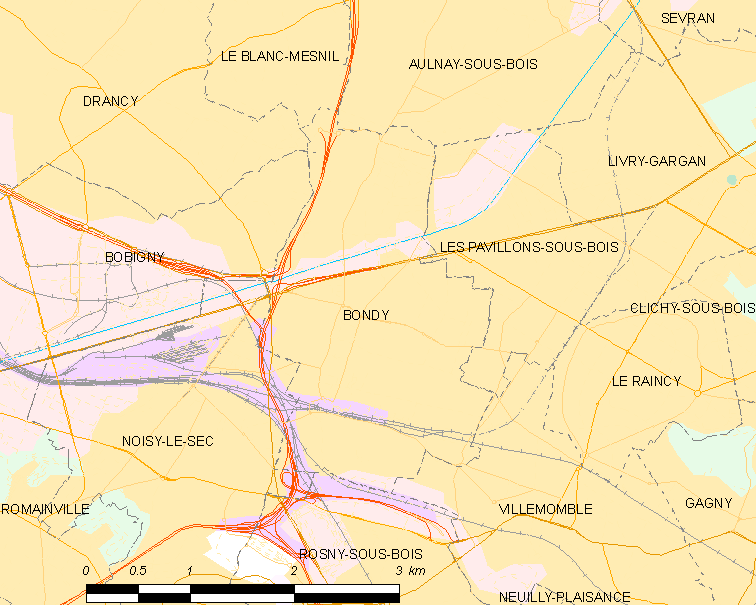
A település térképe
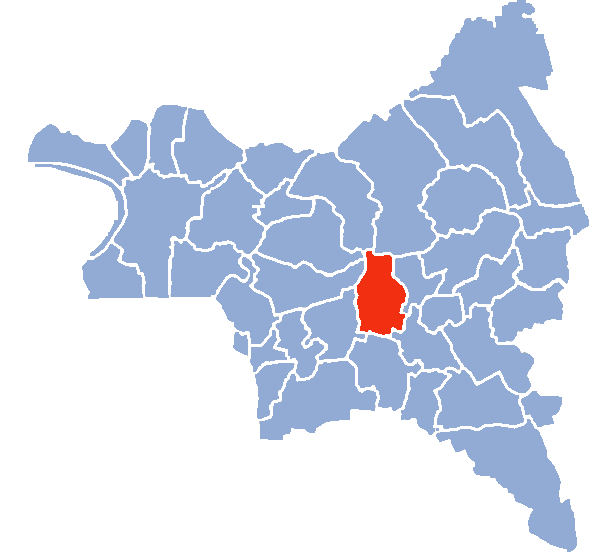
Bondy Seine-Saint-Denis térképén
Bondy Párizs és a Petite Couronne térképén

Párizs központjától 10,9 km-re található.
Bondy Aulnay-sous-Bois, Le Blanc-Mesnil, Bobigny, Drancy, Noisy-le-Sec, Les Pavillons-sous-Bois, Rosny-sous-Bois és Villemomble községekkel határos.

## Népesség
A település népességének változása:
| Lakosok száma | 52 865 | 53 439 | 53 416 | 53 353 | 54 055 | 54 587 | 53 342 | 52 905 | 51 066 |
|               | 2013   | 2015   | 2016   | 2017   | 2018   | 2019   | 2020   | 2021   | 2022   |

## Közlekedés
A település vasútállomásáról (Gare de Bondy) elérhető az RER E jelzésű vonala és a T4-es vasútvonal is.

## Híres emberek
- Élodie Fontan, színésznő,[9]
- André Malraux, francia író, politikus,[10]
- Kylian Mbappé, világbajnok francia válogatott labdarúgó,[11]
- Randal Kolo Muani, labdarúgó,[12]
- William Saliba, labdarúgó,[13]
- Bakaye Traoré, francia születésű mali labdarúgó,[14]
- Jimmy Vicaut, francia atléta, futó.[15]

## Galéria

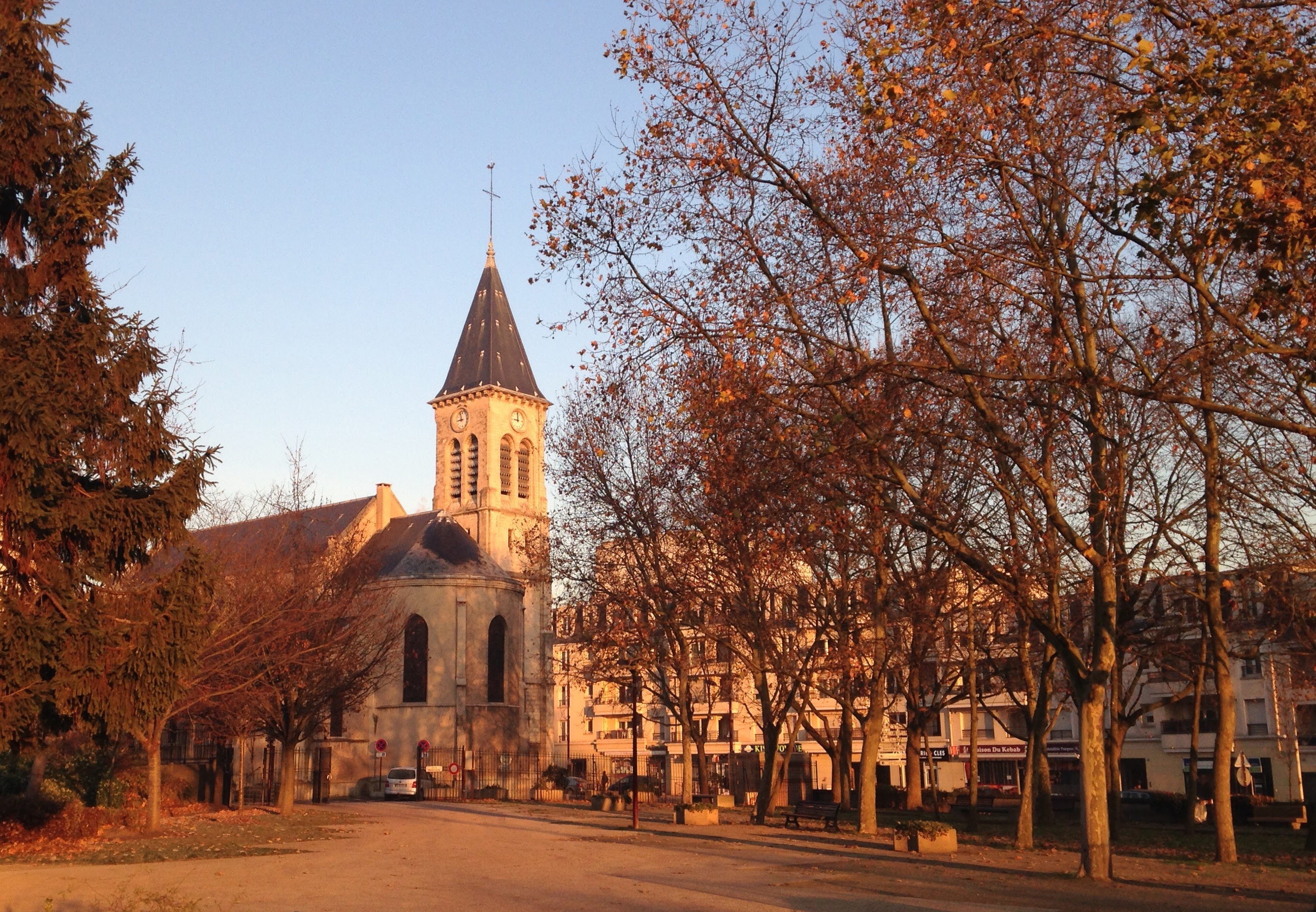
A Saint-Pierre-templom a Hôtel-de-Ville tér felől nézve
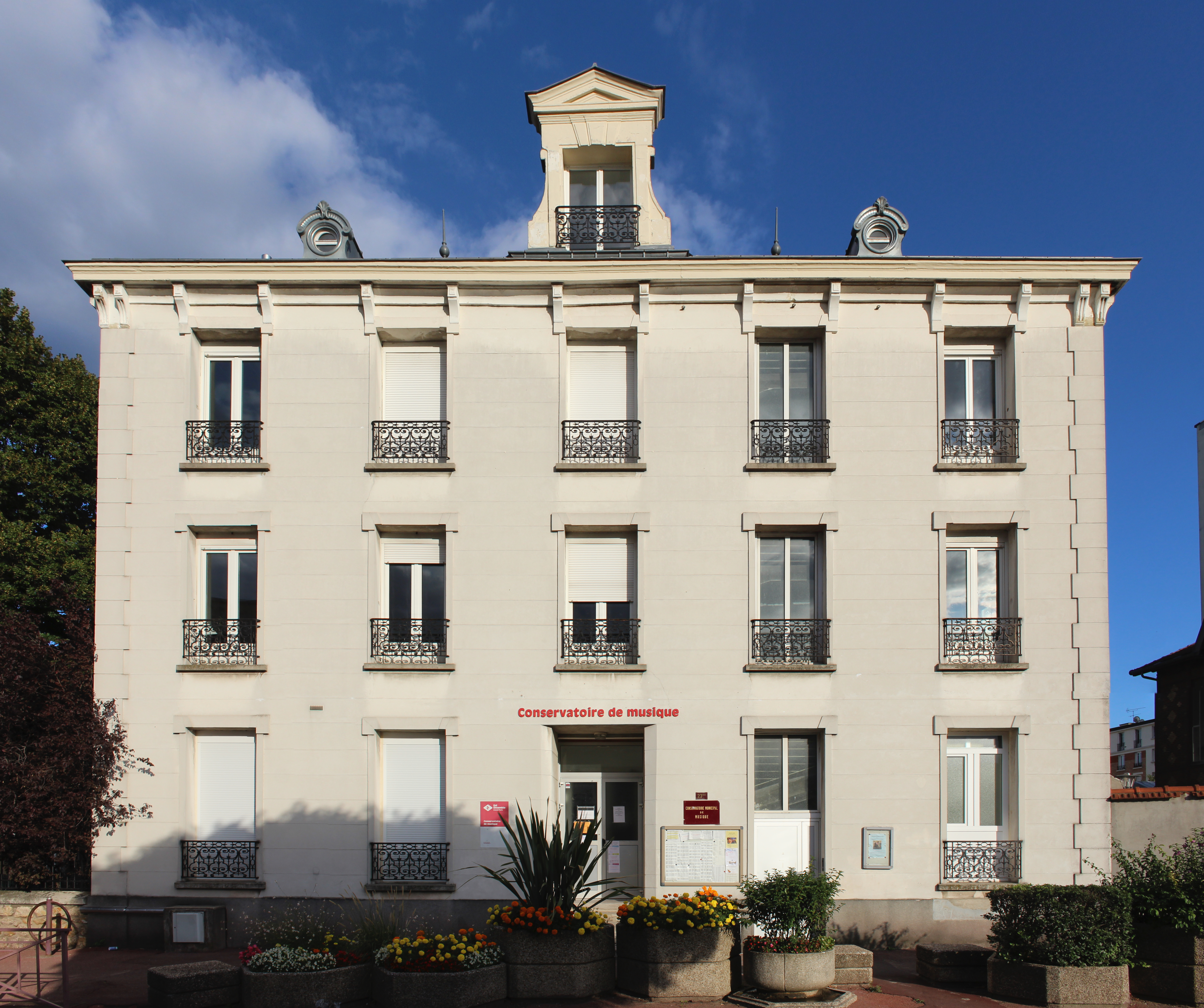
Egykori városháza, ma zeneiskola
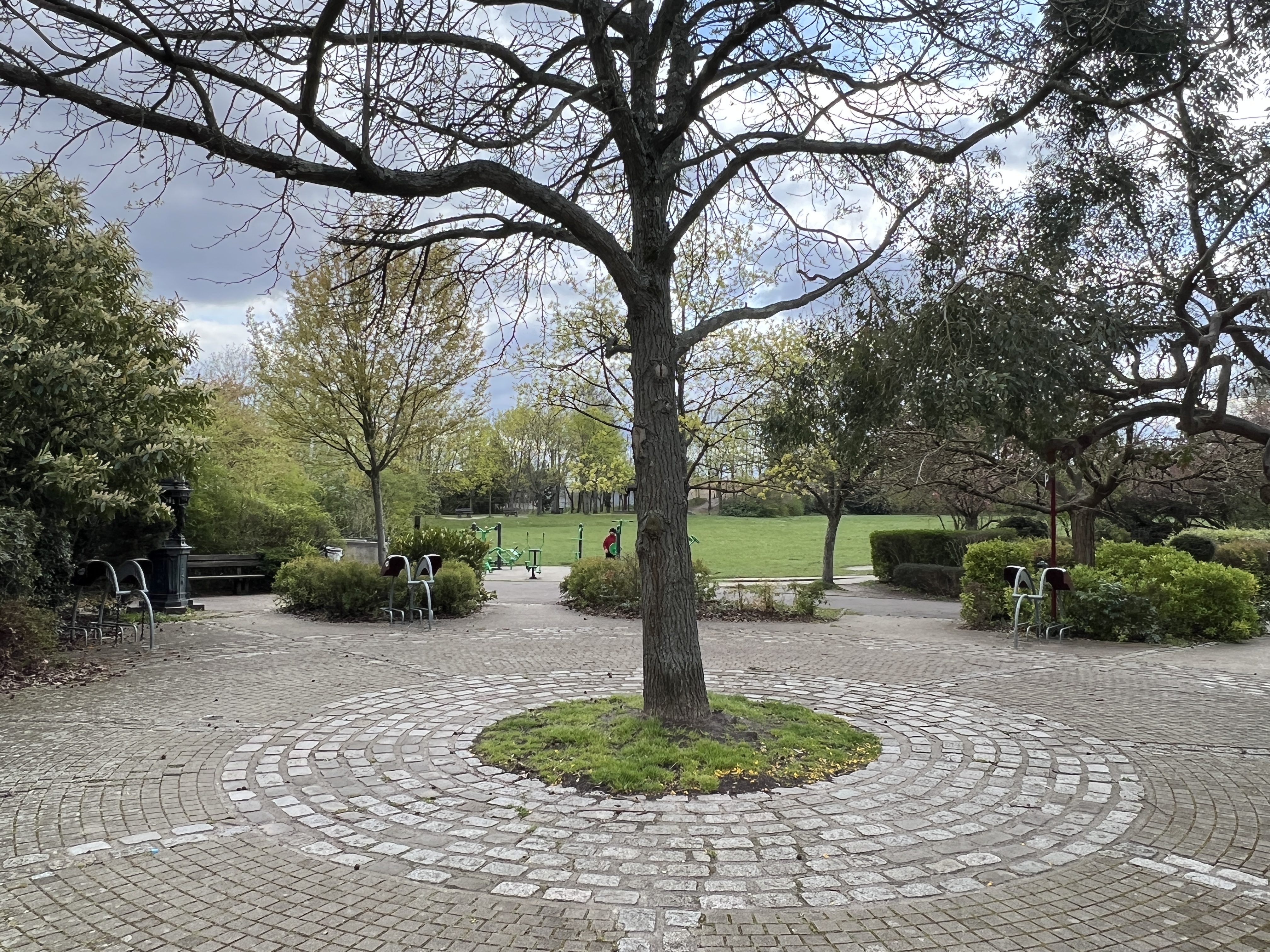
Parc de la Mare à Veuve
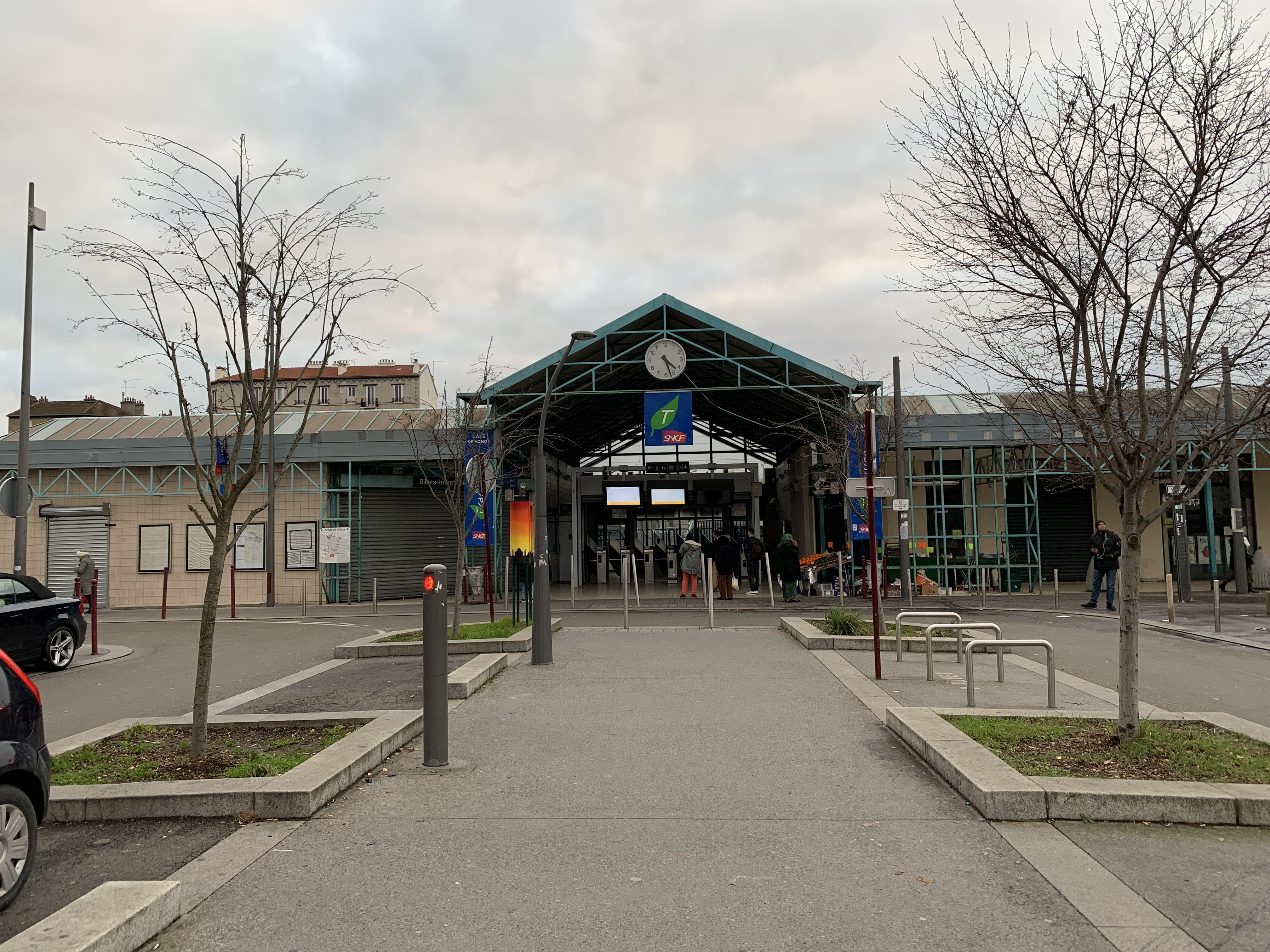
Gare de Bondy
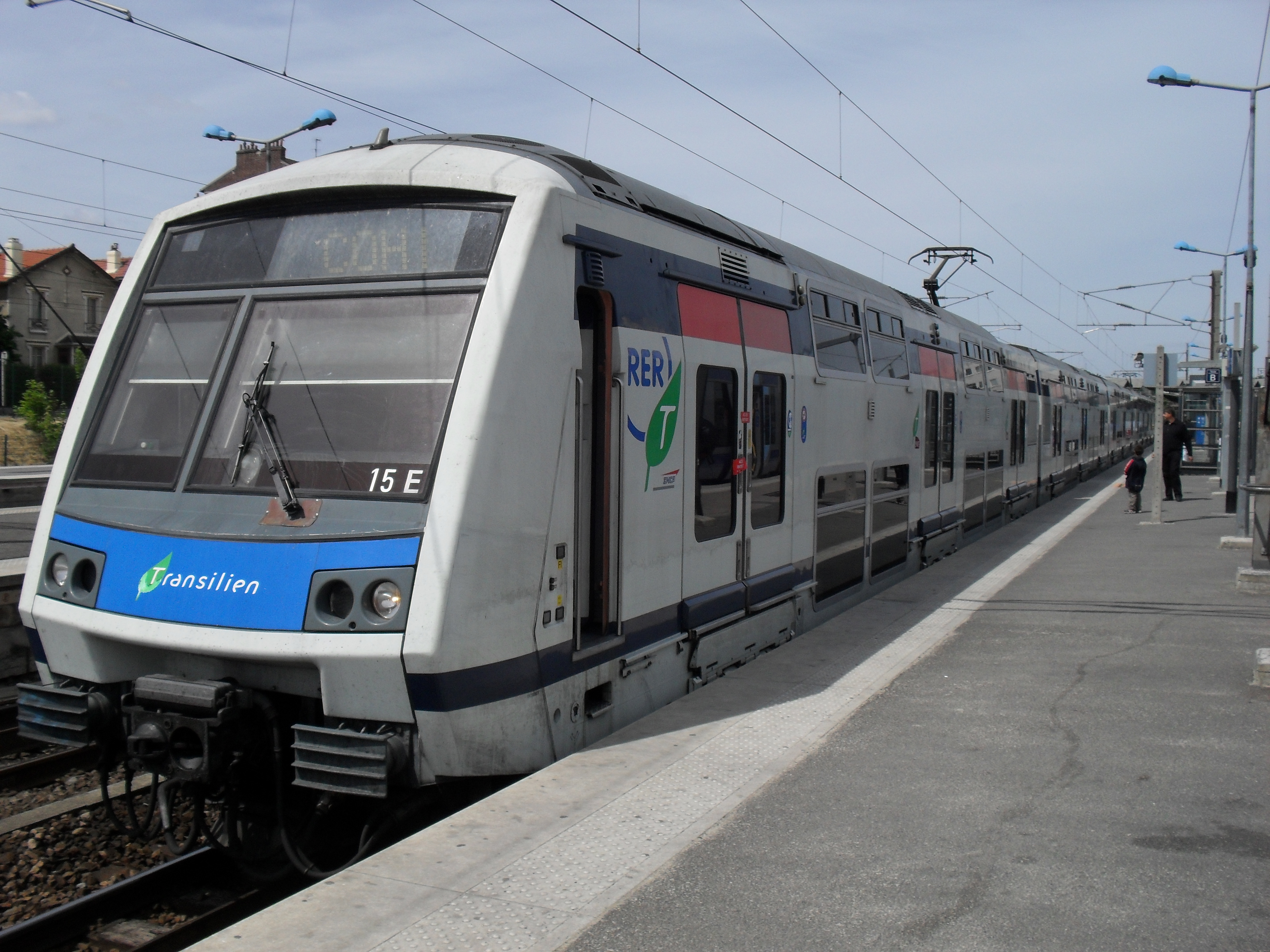
Az RER E vonala a vasútállomáson
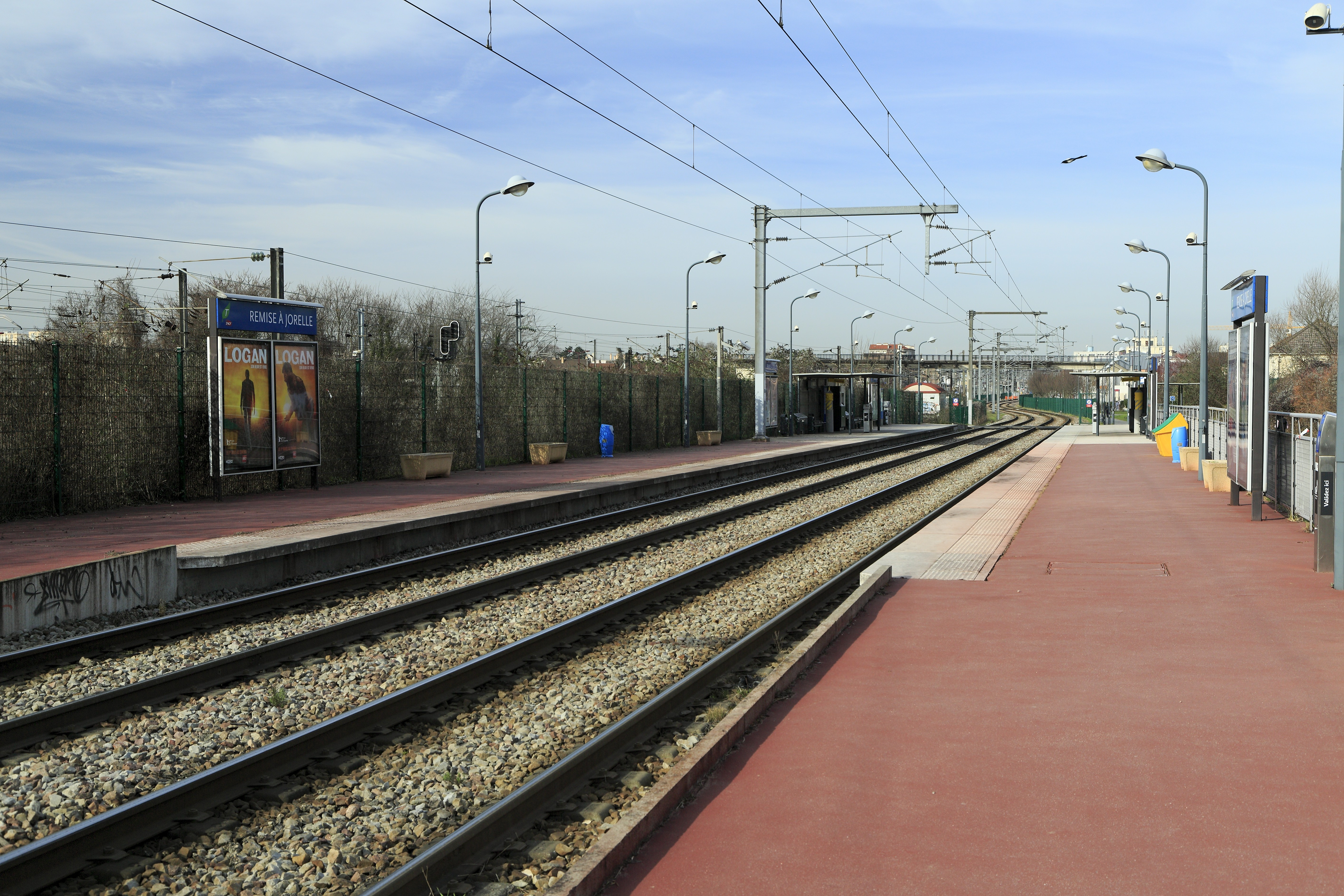
Remise à Jorelle vasútállomás